# The Real Roxanne
The Real Roxanne (nascida Adelaida Martinez em 24 de julho de 1963) é uma cantora americana de hip hop. Martinez nasceu no Brooklyn, Nova Iorque. Nos anos 1980 ela, Roxanne Shante e outras estiveram envolvidas nas Roxanne Wars, uma série de "canções respostas" inspiradas no sucesso do grupo UTFO "Roxanne, Roxanne", sendo a artista oficialmente sancionada na resposta em todos os discos com  respostas. Conseguiu seu maior sucesso em 1986 se juntando ao produtor Howie Tee no single "Bang Zoom (Let's Go-Go)". que alcançou o número 11 na  UK Singles Chart, seu único sucesso nos top 40 do Reino Unido.

## Carreira
O papel de Real Roxanne foi originalmente preenchido por uma mulher diferente, Elease Jack, que gravou o primeiro single The Real Roxanne sob o nome do personagem. Enquanto isso, Martinez afirma ter sido apresentado ao UTFO de uma forma muito semelhante à história de Roxanne. Já familiarizada com Paul Anthony George, membro do Full Force, o grupo que produzia o UTFO:
Ironicamente, eu conheci Doc Ice e Kangol (Kid) brevemente no Albee Square Mall no Brooklyn, e, como Roxanne, eu não lhes dei atenção quando tentaram fazer o rap deles. Tudo isso estava acontecendo enquanto Paul Anthony e eu estávamos nos tornando amigos. O Full Force estava procurando alguém para interpretar o papel permanente de Roxanne, mesmo que eles já tivessem feito a faixa com alguém que eles escolheram em um clube, a quem, a propósito, não tinha absolutamente nenhuma experiência de rap. Parece que enquanto eles tentaram criar esse personagem, estavam tendo problemas com essa pessoa e sua mãe, então me disseram, e foi quando Paul Anthony me pediu que eu fizesse um teste com os caras, eu disse sim, e fiz. E, de lá, continuei andando na pele de THE REAL Roxanne!

## Discografia

### Álbuns
- The Real Roxanne (1988) – US R&B #30[4]
- Go Down (But Don't Bite It) (1992)

### Singles
- "The Real Roxanne" (como Roxanne com U.T.F.O.) (1985)
- "Romeo Part 1" (1985) (The Real Roxanne com Howie Tee) (1985)
- "Bang Zoom (Let's Go-Go)"/"Howie's Teed Off" (The Real Roxanne com Howie Tee) (1986) – UK #11[1]
- "Respect" (1988) – UK #71[1]
- "Roxanne's on a Roll" (1989)
- "Ya Brother Does"/"Mama Can I Get Some"